# Colonia Polana
Colonia Polana é uma cidade argentina da província de Misiones, localizado dentro do departamento San Ignacio.
O município conta com uma população de 924 habitantes segundo o Censo do ano 2001 (INDEC).